# Diospyros santaremnensis
Diospyros santaremnensis là một loài thực vật có hoa trong họ Thị. Loài này được Sandwith mô tả khoa học đầu tiên năm 1950.